# Augustin Legrand
Pour les articles homonymes, voir Legrand.
Ne doit pas être confondu avec Aurélien Legrand.
Augustin Legrand est un acteur français né le 21 juillet 1975 à Neuville-aux-Bois dans le Loiret. Il est également un militant pour le droit au logement, cofondateur de l'association Les Enfants de Don Quichotte et homme politique.

## Biographie
Après une scolarité en pension au Collège des Oratoriens de Juilly (Seine-et-Marne), Augustin Legrand obtient son bac au rattrapage et mène des études de droit, jusqu'à avoir une maîtrise de droit fiscal de l'Université Panthéon-Assas, tout en multipliant les voyages à l'étranger. Il s'inscrit ensuite au cours Florent pour devenir acteur.
Il vit à Paris où il rencontre des SDF ; l'idée de faire un documentaire sur leur vie l'intéresse. Le 23 octobre 2006, avec son beau-frère Ronan Dénécé (marié depuis septembre 2006 à sa sœur Amélie Legrand) et Pascal Oumakhlouf, Augustin Legrand quitte son domicile avec pour objectif de « faire la révolution avec les SDF et casser les idées reçues sur les sans-abri. » En décembre 2006, son association incite les "bien-logés" à faire l'expérience de la vie précaire en installant une centaine de tentes au bord du canal Saint-Martin à Paris. Il a laissé en janvier la présidence de l'association à son frère Jean-Baptiste.
Le 26 septembre 2007, il refuse le poste de chargé de mission pour la mise en œuvre du Plan grand froid que lui offre Christine Boutin, ministre du logement.
C'est avec Jacques Deroo que, le 15 décembre 2007, il organise la nouvelle tentative d'installation des tentes sur les bords de la Seine qui échoue rapidement.

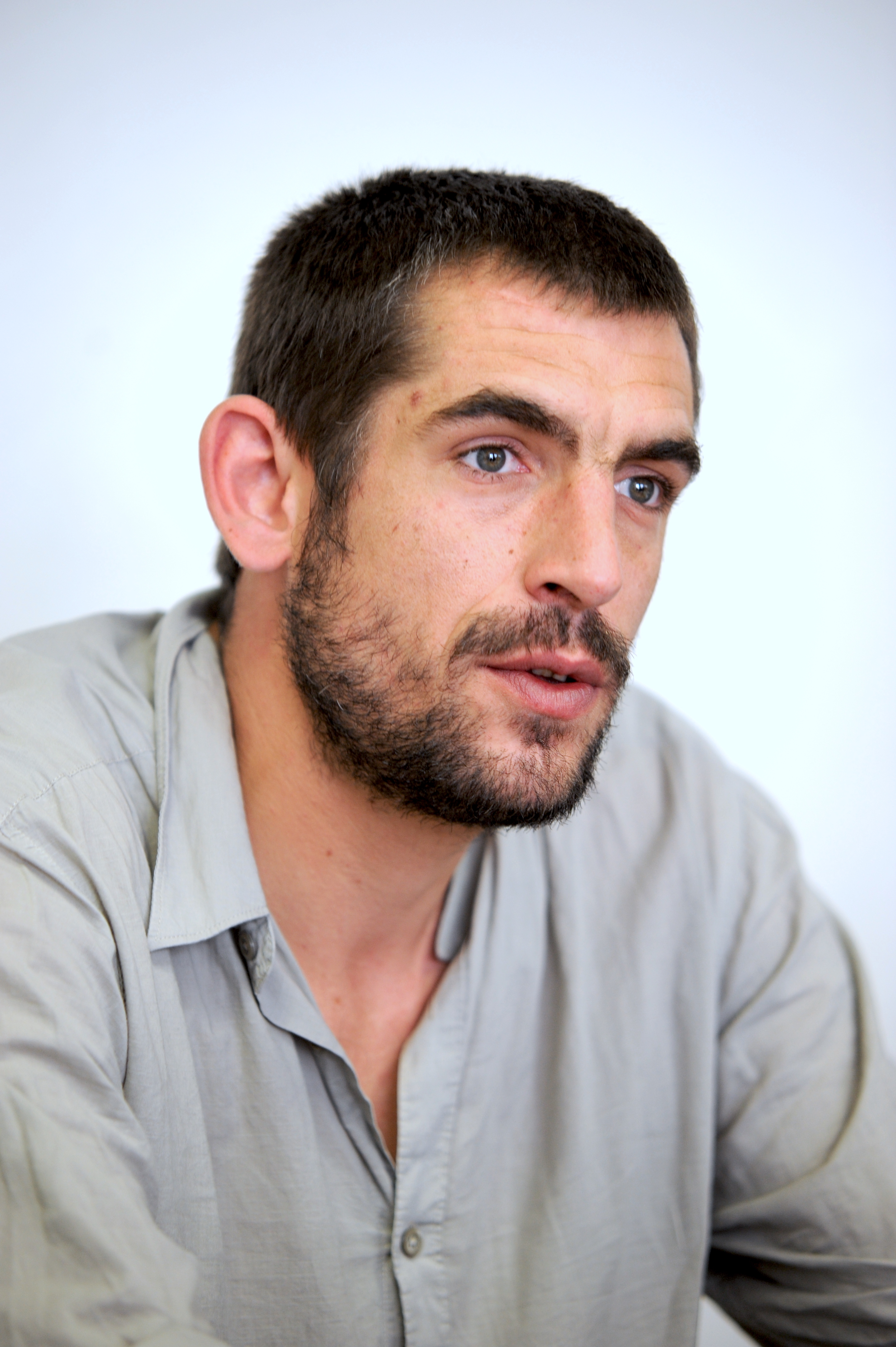
Augustin Legrand, le 13 mai 2009 à Paris.

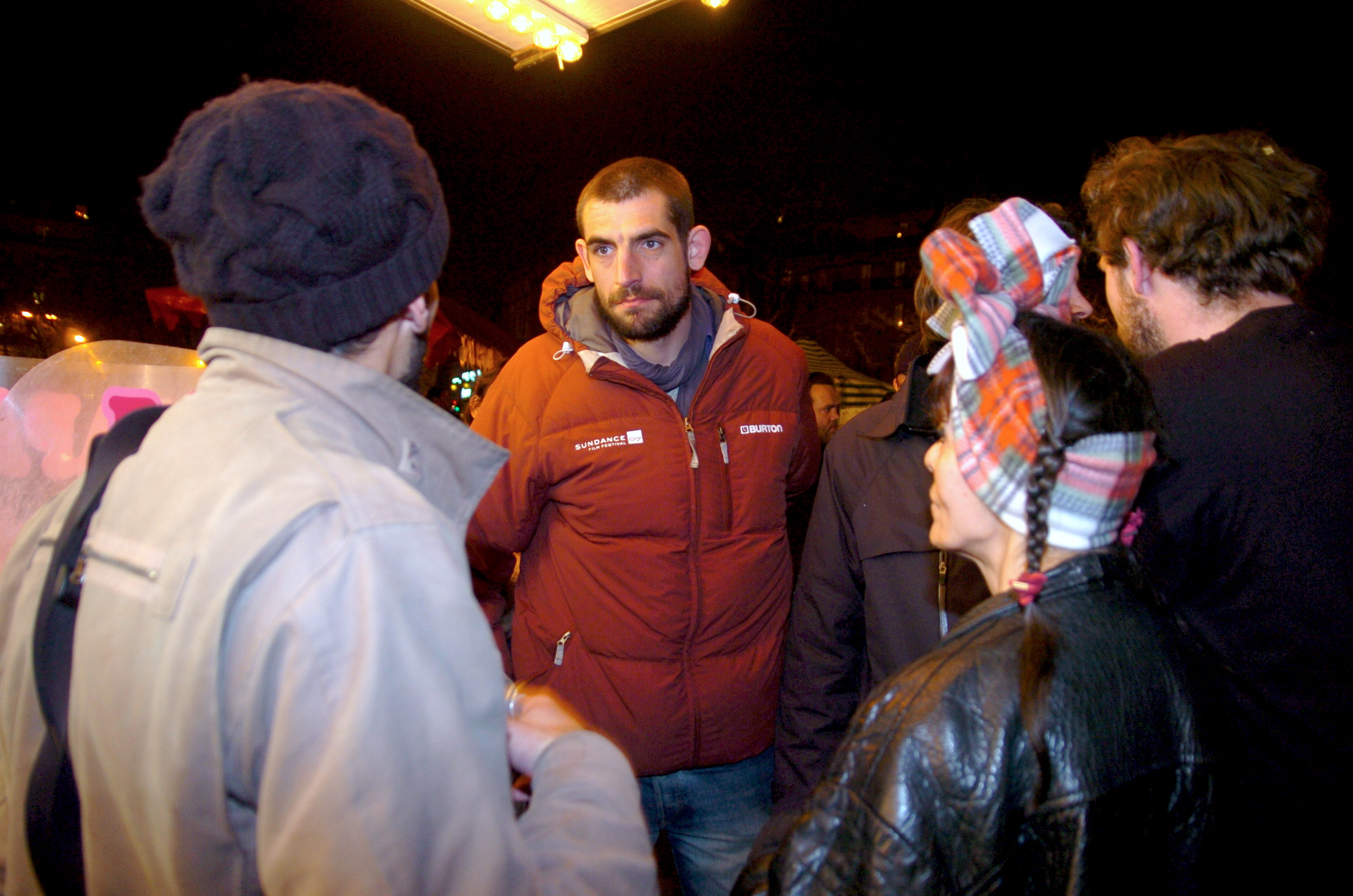
Augustin Legrand, lors de la Nuit Solidaire pour le Logement, le 21 février 2008 à Paris.

Le 21 février 2008, Augustin Legrand, en tant que porte parole des Enfants de Don Quichotte, permet à 28 associations (parmi lesquelles le Secours catholique, la Fondation Abbé-Pierre, l'association Emmaüs, la fondation Armée du salut et ATD Quart Monde) de s'unir pour une « Nuit Solidaire pour le Logement », place de la République à Paris. Ce rassemblement, qui avait pour objectif de souligner la crise du logement en France, a réuni plus de 15 000 personnes selon les organisateurs et moins de 1800 selon les forces de police. Cette opération était parrainée par l'acteur et cinéaste Mathieu Kassovitz. En outre, plusieurs personnalités du cinéma, telles que le comédien Jean Rochefort et le réalisateur et producteur Costa-Gavras, étaient présentes.[réf. nécessaire]
Il est présent sur la liste d'Europe Écologie pour les élections régionales de 2010 en Île-de-France et est élu à Paris sur la liste d'union de la gauche menée par Jean-Paul Huchon.
En 2011, il soutient la candidature de Nicolas Hulot pendant la primaire écologiste, puis celle d'Eva Joly à la présidentielle lorsque celle-ci est désignée candidate.
En septembre 2014, il ouvre une cantine dans le 10e arrondissement de Paris, basée sur des produits de l'agriculture biologique. En 2017, il ouvre un bar à tapas dans le 11e arrondissement.
En 2016, il devient « l'homme le plus intéressant de la terre » dans les spots publicitaires de la marque de bière mexicaine "Dos Equis"/"XX", remplaçant l'acteur Jonathan Goldsmith.

## Filmographie
- 2001 : Un voyou dans H - Saison 3 (1 épisode)
- 2002 : Le Frère du guerrier de Pierre Jolivet
- 2002 : Un gendarme dans Travail d'arabe de Christian Philibert
- 2002 : Monique : toujours contente de Valérie Guignabodet
- 2003 : Fanfan la tulipe de Gérard Krawczyk
- 2004 : Les Rivières pourpres 2 : les Anges de l'Apocalypse d'Olivier Dahan
- 2004 : Immortel, ad vitam d'Enki Bilal
- 2005 : Les Bœuf-carottes : Épisode 9 ("Le Géant" du RAID) de Josée Dayan
- : Flyboys de Tony Bill (le lieutenant Giroux)
- 2006 : 13 Tzameti de Gela Babluani
- 2006 : L'Héritage de Gela et Temur Babluani
- 2007 : Les Deux mondes de Daniel Cohen
- 2010 : Nos résistances de Romain Cogitore
- 2011 : L'Ordre et la Morale de Mathieu Kassovitz
- 2012 : J'enrage de son absence de Sandrine Bonnaire
- 2013 : Odysseus de Stéphane Giusti (série télévisée)
- 2014 : La vallée des mensonges de Stanislas Graziani (téléfilm)
- 2014 : Les Loups de Sophie Deraspe
- 2015 : Rose et le soldat de Jean-Claude Barny (téléfilm)
- 2015 : Le Secret d'Élise d'Alexandre Laurent (mini série)
- 2016 : Anna de Jacques Toulemonde Vidal
- 2019 : Camille de Boris Lojkine : Stol